# Regius Professor of Botany (Cambridge)
Der Regius Professor of Botany ist eine 2009 durch Stiftung von Elisabeth II. begründete Regius Professur für Botanik an der University of Cambridge. Die Professur selbst wurde 1724 gegründet und 2009 anlässlich des 800-jährigen Bestehens der Universität zur Regius Professur ernannt. Die Professur ist die erste Ernennung zur Regius Professur seit 1912, als die letzte Regius Professur in Aberdeen eingerichtet wurde.
Neben der Regius Professur für Botanik in Cambridge gibt es auch Regius Professuren für Botanik an den Universitäten Aberdeen (Regius Professor of Botany (Aberdeen) seit 1860), University of Edinburgh (Regius Professor of Plant Science seit 1710) und Glasgow (Regius Professor of Botany (Glasgow) seit 1811).

## Geschichte des Lehrstuhls
Der 1688 geborene Richard Bradley erhielt zwar eine gute Erziehung, aber keine universitäre Ausbildung. Trotzdem veröffentlichte er über viele medizinische und wissenschaftliche Gebiete. Für seine Kenntnisse in der Botanik war er berühmt. Damit erregte er die Aufmerksamkeit reicher Gönner. Im Auftrag von James Brydges organisierte er die Bepflanzung von Cannons Parks. 1724 wurde Bradley auf Empfehlung von William Sherard zum Professor für Botanik in Cambridge ernannt. Als Teil seiner Aufgaben sollte Bradley einen botanischen Garten anlegen. Zwar kam es nicht zu diesem botanischen Garten, aber Bradleys führte die Vorteile eines solchen Gartens für Cambridge und die Lehre klar aus. Auch wenn Bradley im Vergleich zu seinen Nachfolgern mehr wie ein Gärtner aussah als ein Botaniker, so war er doch einer der ersten, der die Zusammenhänge von Pflanzen und ihrer Umwelt beschrieb (vgl. Pflanzenökologie). Mit seiner Arbeit über die Erzeugung von Hybriden erwarb er sich bleibende Verdienste um die Botanik.
Bradleys Nachfolger in der Professur, der Botaniker John Martyn, war ein verdienter und anerkannter Botaniker. Zwar hielt er die Professur viele Jahre, lehrte dort aber nur wenige Jahre Botanik und trat 1761 zugunsten seines Sohnes Thomas Martyn von der Professur zurück. Dieser hielt die Professur 63 Jahre, lehrte aber nur bis 1796. Thomas war einer der ersten britischen Botaniker, die sich das taxonomische System Carl von Linnés zu eigen machten und in der Lehre vertraten.
Martyns Nachfolger, John Stevens Henslow gab seine Professur für Mineralogie auf für die Botanik-Professur. Er gründete schließlich den botanischen Garten, den Professor Bradley nicht eingerichtet hatte, den Botanischen Garten der Universität Cambridge und damit einen der heute bedeutendsten Gärten in Großbritannien.
Nach dem Tod Henslows übernahm Charles Cardale Babington die Professur, der mit Manual of British Botany eines der Standardwerke der Botanik verfasste. Babington brachte die britische Botanik auf eine Stufe mit dem europäischen Stand der Forschung, erst mit Deutschland, dann mit Frankreich und Skandinavien. Sein Nachfolger Harry Marshall Ward interessierte sich für Pflanzenpathologie und Mykologie mit Arbeiten über Erkrankungen von Nutzpflanzen. Nach dem Tod Wards übernahm Albert Charles Seward nach einer wissenschaftlichen Karriere in Cambridge die Professur. Seine Interessen erstreckten sich auch in die Mineralogie und Geologie, so dass er als wichtiger Paläobotaniker bekannt wurde. Das hinderte ihn allerdings nicht, in einigen Punkten zu irren. So bestritt er beispielsweise die biologische Herkunft der Stromatolithen.
1936 übernahm nach dem Rückzug Sewards mit Frederick Tom Brooks wieder ein Fachmann für Pflanzenpathologie die Professur und hielt den Stuhl bis 1948. Sein Nachfolger, George Edward Briggs, schrieb wichtige Arbeiten zu den Enzymen der Pflanzen. Mit Harry Godwin übernahm wieder ein Botaniker die Professur, der in der Feldarbeit wichtige Impulse suchte. Godwin war anerkannter Fachmann für Feuchtgebiete und prägte den Begriff „Peatland Archive“ (Torfmoor-Archiv) für die Eigenart von Mooren, Umwelteinflüsse reproduzierbar zu konservieren. Darüber hinaus entwickelte er die damals gerade erst entdeckte Radiokarbondatierung.
Als sich Godwin aus der Professur zurückzog, übernahm mit Percy Wragg Brian ein Mann das Amt, der zuvor fast sechs Jahre Regius Professor für Botanik an der University of Glasgow war. Er entwickelte mit seinem Team Antibiotika. Ihm folgte Richard Gilbert West, ein Schüler Godwins auf den Stuhl und damit wieder ein Professor, der sich für Paläobotanik interessierte.
Als West sich 1991 zurückzog, wurde Thomas ap Rees berufen. Er entwickelte in Zusammenarbeit mit den Abteilungen für Zoologie, Biochemie, und Genetik einen Kurs in der Biologie von Zellen. Sein umfangreiches wissenschaftliches Werk wurde durch den tragischen Unfall 1996 beendet, in den er als Fahrradfahrer verwickelt wurde. Anschließend übernahm Roger Allen Leigh die Professur, verließ sie aber, um die Leitung der School of Agriculture, Food & Wine an der University of Adelaide zu übernehmen.
2007 übernahm David Baulcombe die Professur. Er wurde 2009 der erste Regius Professor of Botany der University of Cambridge, als Queen Elisabeth II. zum 800-jährigen Bestehen der Universität die erste Regius Professur seit fast 100 Jahren einrichtete.

## Inhaber des Lehrstuhls

### Professor of Botany
| Name                      | Namenszusatz | von  | bis  | Anmerkung |
| ------------------------- | ------------ | ---- | ---- | --- |
| Richard Bradley           |              | 1724 | 1733 | |
| John Martyn               |              | 1733 | 1761 | |
| Thomas Martyn             |              | 1762 | 1825 | Martyn erkannte als einer der ersten Wissenschaftler die Bedeutung des linnéschen Systems und lehrte es an der Universität. |
| John Stevens Henslow      |              | 1825 | 1861 | |
| Charles Cardale Babington |              | 1861 | 1895 | |
| Harry Marshall Ward       |              | 1895 | 1906 | Der Pflanzenpathologe Ward sammelte Gelder, so dass das Institut 1904 ein eigenes Gebäude errichten konnte.                 |
| Albert Charles Seward     |              | 1906 | 1936 | |
| Frederick Tom Brooks      |              | 1936 | 1948 | |
| George Edward Briggs      |              | 1948 | 1960 | Briggs legte die Grundlagen für die Erforschung der quantitativen Pflanzenphysiologie.                                      |
| Harry Godwin              |              | 1960 | 1968 | |
| Percy Wragg Brian         |              | 1968 | 1977 | |
| Richard Gilbert West      |              | 1977 | 1991 | |
| Thomas ap Rees            |              | 1991 | 1996 | |
| Roger Allen Leigh         |              | 1998 | 2007 | |
| David Baulcombe           |              | 2007 | 2009 | siehe unten |

### Regius Professors of Botany
| Name            | Daten | von  | bis  | Anmerkung |
| --------------- | ----- | ---- | ---- | --- |
| David Baulcombe |       | 2009 | 2019 | Baulcombe wurde mit seinen Beiträgen zur Abschaltung von RNA-Sequenzen im Pflanzengenom, zur Epigenetik und zur Erforschung von Resistenzen bekannt. 2019 wurde die Suche nach einem Nachfolger von Baulcombe eröffnet. |
| Ottoline Leyser |       | 2020 |      | Leyser verließ ihre Position als Director of the Saintsbury Laboratory für die Professur und die Position als CEO von UK Research & Innovation.                                                                         |